# Methesis semirufa
Espèce
Methesis semirufa est une espèce d'araignées aranéomorphes de la famille des Corinnidae.

## Distribution
Cette espèce se rencontre en Colombie, au Pérou, en Bolivie et au Brésil.

## Description
Le mâle décrit par Bonaldo en 2000 mesure 6,1 mm et la femelle 9,4 mm, les mâles mesurent de 5,6 à 6,7 mm et les femelles de 5,9 à 9,4 mm.

## Publication originale
- Simon, 1896 : Descriptions d'arachnides nouveaux de la famille des Clubionidae. Annales de la Société Entomologique de Belgique, vol. 40, p. 400-422 (texte intégral).